# Museum of Nebraska Art
Museum of Nebraska Art (Muzeum Sztuki Nebraski) – muzeum sztuki w Kearney w stanie Nebraska założone w 1976 roku. Od 1986 roku mieści się w budynku byłej poczty zaprojektowanym przez Jamesa Knoxa Taylora i wzniesionym w 1911 roku. Znajdują się w nim znaczące zbiory regionalnej sztuki amerykańskiej. Kolekcja muzealna liczy ponad 6 tysięcy eksponatów.
17 września 1981 budynek muzeum został wpisany na listę National Register of Historic Places pod nr #81000368.

## Budynek muzeum

### Historia
Budynek urzędu poczty w Kearney został ukończony w 1911 roku. Wyblakły kamień węgielny w północno-zachodnim narożniku budynku nosi datę 1909 oraz nazwisko swego projektanta i nadzorcy budowlanego, Jamesa Knoxa Taylora wraz z nazwiskiem Franklina MacVeagha, sekretarza skarbu Stanów Zjednoczonych. Obiekt został zbudowany przez Northwestern Construction Company z Wahpeton. Architektura budynku została nieco naruszona przez zmiany, jednak jego symetryczna fasada, wychodząca na centralną aleję pozostaje zasadniczo taka sama, jak w 1911 roku. Budynek Poczty Stanów Zjednoczonych stanowi ważny przykład stylu neoklasycznego, popularnego w całej Ameryce w pierwszych trzech dekadach XX wieku. Styl ten nabrał wyraźnego znaczenia dzięki różnym wystawom, które były organizowane w całym kraju w tym okresie zgodnie z modelem ustanowionym przez World's Columbian Exposition w Chicago w 1893 roku. Budynek Kearneya, choć starannie opracowany, jest pod względem rozmiarów nieco skromniejszy od głównych zabytków reprezentujących ten styl. Lokalnie jest jednak ważnym punktem orientacyjnym i znaczącym projektem Jamesa Knoxa Taylora.

### Wygląd zewnętrzny
Architekt zastosował grecki porządek architektoniczny. Budynek został wzniesiony z kamiennych bloków, posadowionych na kamiennym fundamencie. Do wejść w zachodniej i południowej ścianie budynku prowadzą granitowe schody. Główne zewnętrzne elementy architektoniczne budynku to kolumny toskańskie oraz wspierające je belkowanie ozdobione gzymsem, a także wieńcząca całość balustrada skrywająca płaski dach. Ściany budynku są płaskie i pozbawione dekoracji. Okna i drzwi parteru są zwieńczone nadprożami. Z uwagi na potrzebę powiększenia zaplecza technicznego muzeum, na jego tyłach w połowie lat 50. wzniesiono nowy obiekt. Zbudowany z innych materiałów (cegły i pustaki), nie został on jednak dopasowany pod względem stylu do pierwotnego budynku.

### Wnętrze
Główne elementy wyposażenia wnętrza to marmurowe ściany holu, marmurowe schody z dębowymi balustradami prowadzące na piętro oraz marmurowe obramowania okien. Parter ma wysokość około 6 m. Posadzka w holu wykonana została z lastriko i marmuru. W budynku wprowadzono szereg zmian: drzwi obrotowe zostały zastąpione nowoczesnymi drzwiami wejściowymi z metalu i szkła, a przy zachodnim wejściu zainstalowano westybul. Pierwotne, wbudowane stoły w holu zostały usunięte wraz ze znajdującym się nad nimi oświetleniem. Oryginalne zegary wahadłowe zastąpiły zegary elektryczne.

## Muzeum

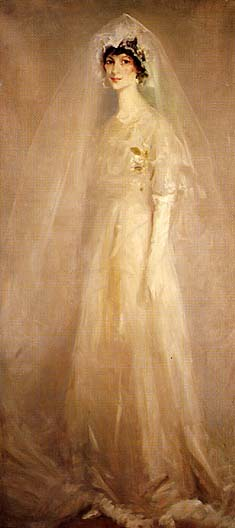
Robert Henri, Portret panny Eulabee Dix (Becker) w sukni ślubnej, 1910

Muzeum Sztuki Nebraski (MONA) w Kearney zostało założone w 1976 roku, a w 1979 roku na mocy ustawy stało się oficjalnym zbiorem sztuk wizualnych stanu Nebraska. Wsparcie państwowe przyszło później, kiedy National Endowment for the Arts dostarczyło fundusze na poszerzenie muzealnej kolekcji o dzieła artystów współczesnych. Zainicjowana lokalnie akcja znalezienia miejsca dla przechowania kolekcji doprowadziła w 1986 roku do zakupu i renowacji budynku, który od 1911 roku służył jako urząd pocztowy w Kearney. Muzeum Sztuki Nebraski zostało otwarte w październiku 1986 roku. W 1993 roku, po pomyślnym spełnieniu warunków otrzymania grantu w wysokości 1 mln USD od Peter Kiewit Foundation, budynek Muzeum został odnowiony i rozbudowany. Muzeum realizuje szereg programów społecznościowych, mających na celu podniesienie jakości życia mieszkańców stanu, takich jak: edukacja artystyczna, obejmująca wykłady artystyczne i naukowe, występy muzyczne i teatralne oraz praktyczne warsztaty artystyczne dla młodzieży i dorosłych. W 2004 roku MONA otrzymała grant NEA Challenge America w wysokości 10 000 USD na wsparcie programu ARTreach, w ramach którego prace z kolekcji muzeum są prezentowane na terenie całego stanu, ze szczególnym uwzględnieniem mieszkańców obszarów wiejskich. W 2011 roku fundusz Preservation Assistance Grant wsparł opracowanie długoterminowego planu zarządzania zbiorami muzeum.

## Zbiory
Kolekcja muzealna liczy ponad 6 tysięcy dzieł sztuki i zawiera prace artystów z Nebraski oraz prace odzwierciedlające kulturę i środowisko tego stanu. Artystami reprezentowanymi w kolekcji są: malarz regionalny Thomas Hart Benton, ilustrator przyrody John James Audubon oraz współczesna artystka tworząca w tkaninach, Sheila Hicks.
W dziale rysunków znajdują się szkice Titiana Ramsaya Peale’a, który w 1820 towarzyszył majorowi Stephenowi Harrimanowi Longowi w oficjalnej, rządowej wyprawie do źródła rzeki Platte. Zadaniem Peale’a było dokumentowanie fauny, którą członkowie wyprawy napotkali podczas swej misji. Jego wysiłki zaowocowały ponad setką szkiców, w tym kilkoma pejzażami i scenami z życia rdzennych Amerykanów. Chociaż grupa nigdy nie odkryła źródła rzeki, prace Peale’a, takie jak jego szkic ołówkiem Pejzaż ze spoczywającym jeleniem (1820), przyczyniły się do sporządzenia plastycznego opisu terytorium, które w 1867 roku stało się stanem Nebraska.
Inne ważne pozycje w muzealnych zbiorach to: 130 zdjęć urodzonego w Nebrasce Wrighta Morrisa, trzykrotnego laureata stypendiów Guggenheima w dziedzinie fotografii, prace malarza, uczestnika ruchu Harlem Renaissance, Aarona Douglasa, który w 1922 roku ukończył University of Nebraska-Lincoln, cała zawartość pracowni Granta Reynarda w momencie jego śmierci (około 3000 pozycji) oraz materiał archiwalny odnoszący się do życia i kariery tych artystów, którzy wnieśli swój wkład do historii i kultury Nebraski.